# Spagna ai XXI Giochi olimpici invernali
La Spagna ha partecipato ai XXI Giochi olimpici invernali, che si sono svolti a Vancouver in Canada dal 12 al 28 febbraio 2010, con una delegazione di 18 atleti.

## Biathlon
| Gara              | Atleta                    | Penalità    | Tempo d'arrivo | Posizione |
| ----------------- | ------------------------- | ----------- | -------------- | --------- |
| 7,5 km sprint     | Victoria Padial Hernandez | 2 (1+1)     | 24'55"5        | 87        |
| 15 km individuale | Victoria Padial Hernandez | 8 (1+4+0+3) | 56'41"8        | 86        |

## Freestyle
| Gara                | Atleta        | Qualificazioni | Qualificazioni | Ottavi | Quarti | Semifinali | Finale |
| ------------------- | ------------- | -------------- | -------------- | ------ | ------ | ---------- | ------ |
| Ski cross femminile | Rocio Delgado | 1'22"67        | 31             | 3      |        |            |        |

## Pattinaggio di figura
| Gara                  | Atleta           | Breve | Breve | Libero | Libero | Totale | Totale |
| Gara                  | Atleta           | Punti | Pos.  | Punti  | Pos.   | Punti  | Pos.   |
| --------------------- | ---------------- | ----- | ----- | ------ | ------ | ------ | ------ |
| Individuale maschile  | Javier Fernández | 68,69 | 16    | 137,99 | 10     | 206,68 | 14     |
| Individuale femminile | Sonia Lafuente   | 49,74 | 22    | 83,77  | 21     | 133,51 | 22     |

## Sci alpino
| Gara           | Atleta            | 1° manche  | 2° manche  | Tempo totale | Posizione |
| -------------- | ----------------- | ---------- | ---------- | ------------ | --------- |
| Gigante        | Paul de la Cuesta | 1'20"06    | 1'23"16    | 2'43"22      | 32        |
| Gigante        | Ferran Terra      | non finito |            |              |           |
| Super-g        | Paul de la Cuesta | 1'34"03    | 1'34"03    | 1'34"03      | 35        |
| Super-g        | Ferran Terra      | 1'32"75    | 1'32"75    | 1'32"75      | 27        |
| Discesa        | Paul de la Cuesta | 1'59"84    | 1'59"84    | 1'59"84      | 51        |
| Discesa        | Ferran Terra      | 1'58"82    | 1'58"82    | 1'58"82      | 44        |
| Supercombinata | Ferran Terra      | 1'56"12    | non finito |              |           |

| Gara    | Atleta            | 1° manche  | 2° manche  | Tempo totale | Posizione  |
| ------- | ----------------- | ---------- | ---------- | ------------ | ---------- |
| Slalom  | Andrea Jardi      | non finito |            |              |            |
| Gigante | Carolina Ruiz     | 1'19"17    | 1'15"90    | 2'35"07      | 34         |
| Gigante | Andrea Jardi      | 1'20"41    | non finito |              |            |
| Gigante | María José Rienda | 1'21"22    | 1'16"23    | 2'37"45      | 38         |
| Super-g | Carolina Ruiz     | 1'23"05    | 1'23"05    | 1'23"05      | 18         |
| Super-g | Andrea Jardi      | non finito | non finito | non finito   | non finito |
| Discesa | Carolina Ruiz     | 1'47"62    | 1'47"62    | 1'47"62      | 15         |

## Sci di fondo
| Gara                        | Atleta             | Tempo d'arrivo | Posizione  |
| --------------------------- | ------------------ | -------------- | ---------- |
| 15 km a tecnica libera      | Javier Gutiérrez   | 37'55"7        | 69         |
| 15 km a tecnica libera      | Diego Ruiz         | 37'31"8        | 65         |
| 15 km a tecnica libera      | Vinces Villarrubla | 36'22"7        | 53         |
| 30 km inseguimento          | Javier Gutiérrez   | 1h 22'20"4     | 40         |
| 30 km inseguimento          | Vinces Villarrubla | 1h 19'48"2     | 31         |
| 50 km con partenza in linea | Javier Gutiérrez   | non finito     | non finito |
| 50 km con partenza in linea | Diego Ruiz         | 2h 17'49"8     | 44         |
| 50 km con partenza in linea | Vinces Villarrubla | 2h 13'33"8     | 40         |

| Gara                        | Atleta      | Tempo d'arrivo | Posizione |
| --------------------------- | ----------- | -------------- | --------- |
| 10 km a tecnica libera      | Laura Orgue | 27'09"4        | 38        |
| 15 km inseguimento          | Laura Orgue | 42'38"3        | 27        |
| 30 km con partenza in linea | Laura Orgue | 1h 38'18"3     | 37        |

## Skeleton
| Atleta          | Gara             | Manche 1 | Manche 2 | Manche 3 | Manche 4 | Totale | Posizione |
| --------------- | ---------------- | -------- | -------- | -------- | -------- | ------ | --------- |
| Ander Mirambell | Singolo maschile | 54"77    | 54"59    | 54"26    | -        | -      | 24        |

## Snowboard
| Gara               | Atleta            | Qualificazioni | Qualificazioni | Semifinali           | Semifinali           | Finale    | Finale    |
| Gara               | Atleta            | Punteggio      | Pos.           | Punteggio            | Pos.                 | Punteggio | Posizione |
| ------------------ | ----------------- | -------------- | -------------- | -------------------- | -------------------- | --------- | --------- |
| Halfpipe maschile  | Ruben Verges      | 19,5           | 15             |                      |                      |           |           |
| Halfpipe femminile | Queralt Castellet | 44,3           | 3              | di diritto in finale | di diritto in finale | DNS       | DNS       |

| Gara                     | Atleta           | Qualificazioni | Qualificazioni | Ottavi | Quarti | Semifinali | Finale |
| ------------------------ | ---------------- | -------------- | -------------- | ------ | ------ | ---------- | ------ |
| Snowboard cross maschile | Jordi Font       | DNS            | DNS            |        |        |            |        |
| Snowboard cross maschile | Regino Hernández | 1'25"90        | 31             | 4      |        |            |        |